# Bunești-Averești (gmina)
Bunești-Averești – gmina w Rumunii, w okręgu Vaslui. Obejmuje miejscowości Armășeni, Averești, Bunești, Plopi, Podu Oprii, Roșiori i Tăbălăiești. W 2011 roku liczyła 2592 mieszkańców.